# Odesza
Odesza (estilizado como ODESZA) é uma dupla norte-americana de música eletrônica de Seattle, consistindo em Harrison Mills (CatacombKid) e Clayton Knight (BeachesBeaches). 
O grupo foi formado em 2012, pouco antes de Mills e Knight se formarem na Western Washington University. Seu álbum de estreia, Summer's Gone, foi lançado em 2012 e foi muito aplaudido na comunidade underground de música eletrônica. Odesza seguiu Summer's Gone com o seu primeiro EP, My Friends Never Die, em 2013, e o seu segundo LP, In Return, em 2014. A dupla lançou In Return (Deluxe Edition) em 18 de setembro de 2015, através da Counter Records, uma versão expandida do álbum original e mais três gravações ao vivo, todas contendo instrumentais e uma nova faixa, "Light)", que conta com a participação da banda Litte Dragon. Em 7 de dezembro de 2015, o remix de RAC para o tema "Say My Name", ODESZA, foi indicado para o Grammy de Melhor Gravação Remixada.

## História

### Nome
O nome da embarcação submersa de tio de Mills, que, por sua vez, havia ido buscar seu nome é à palavra húngara para a cidade de Odessa, na Ucrânia. Apenas seu tio e um outro companheiro de tripulação sobreviveram. A pronúncia "Odessa" já estava sendo usado por uma banda escocesa, então eles optaram por usar versão húngara da palavra, substituindo o "ss" por "sz".
Individualmente, Mills é conhecido como Catacombkid e Knight é conhecido como Beaches Beaches. Em referência ao modo como Mills ganhou seu apelido, ele diz: "Eu conheci Aesop Rock e ele tem uma música chamada "Catacomb Kids". Eu pensei que soava legal".

## Discografia

### Álbuns de estúdio
| Ano  | Detalhes                                                        |
| ---- | --------------------------------------------------------------- |
| 2012 | Summer's Gone - Lançado em: 2 de setembro de 2012               |
| 2014 | In Return - Lançado em: 9 de Setembro de 2014                   |
| 2015 | In Return (Deluxe Edition) - Lançado em: 18 de setembro de 2015 |
| 2017 | A Moment Apart - Lançado em: 8 de setembro de 2017              |
| 2018 | A Moment Apart (Deluxe Edition) - Lançado em: 2018              |
| 2020 | BRONSON - Lançado em: 2018                                      |

### Extended plays
| Ano  | Detalhes                                                  |
| ---- | --------------------------------------------------------- |
| 2013 | My Friends Never Die - Lançado em: 17 de setembro de 2013 |

### Álbuns Remixados
| Ano  | Detalhes                                                          |
| ---- | ----------------------------------------------------------------- |
| 2013 | My Friends Never Die Remixes - Lançado em: 12 de novembro de 2013 |
| 2014 | Say My Name Remixes - Lançado em: 10 de outubro de 2014           |
| 2015 | All We Need Remixes - Lançado em: 16 de fevereiro de 2015         |
| 2016 | It's Only Remixes - Lançado em: 19 de fevereiro de 2016           |

### Singles
| Ano  | Detalhes                                                       |
| ---- | -------------------------------------------------------------- |
| 2015 | "Light" (com Little Dragon) - Lançado em: 18 de Agosto de 2015 |

### Remixes
| Ano  | Detalhes da edição                                                                             | Canção                                                      |
| ---- | ---------------------------------------------------------------------------------------------- | ----------------------------------------------------------- |
| 2012 | The Palace Garden - Bater Conexão - Lançado em: 25 De Abril De 2013                            | "Saola" (ODESZA Remix)                                      |
| 2013 | Don't Talk To (EP) - Rac - Lançado em: 30 De Setembro, 2013                                    | RAC - "We Belong", com Katie Herzig (ODESZA Remix)          |
| 2013 | A Color Map of the Sun – Remixes - Pretty Lights - Lançado em: 10 De Dezembro, 2013            | "One Day They'll Know" (ODESZA Remix)                       |
| 2014 | Divergentes: Original Motion Picture Soundtrack - Pretty Lights - Lançado em: 3 De Março, 2014 | "Lost and Found" (ODESZA Remix)                             |
| 2014 | KITTY HAWK (Deluxe Edition) - Ki: Theory - Lançado em: 8 De Abril De 2014                      | "Open Wound" (ODESZA Remix)                                 |
| 2014 | Faded– The Remixes - Zhu - Lançado em: 29 De Junho De 2014                                     | "Faded" (ODESZA Remix)                                      |
| 2014 | "Waited 4 U" - Slow Magic - Lançado em: 12 De Novembro, 2014                                   | "Waited 4 U" (ODESZA Remix)                                 |
| 2014 | "Big Girls Cry" - Sia - Lançado em: 5 De Dezembro De 2014                                      | "Big Girls Cry" (ODESZA Remix)                              |
| 2015 | "Eve II" - Emancipator - Lançado em: 7 De Julho De 2015                                        | Emancipator - "Eve II" (ODESZA Remix)                       |
| 2015 | "Something About You" - Hayden James - Lançado em: 27 De Julho, 2015                           | Hayden James - "Something About You" (ODESZA Remix)         |
| 2015 | "Divinity" - Porter Robinson - Lançado em: 21 De Setembro, 2015                                | Porter Robinson - "Divinity", com Amy Millan (ODESZA Remix) |